# Kodzjori
Kodzjori (georgiska: კოჯორი) är en daba (stadsliknande ort) i Georgien.
Den ligger i den sydvästra delen av huvudstaden Tbilisis distrikt, i Mtatsminda rajon (მთაწმინდის რაიონი). Kodzjori ligger 1 348 meter över havet och antalet invånare var 1 232 år 2014.